# Beleg van Nijvel
Het Beleg van Nijvel was tijdens de Tachtigjarige Oorlog een belegering van Nijvel van 8 maart tot 12 maart 1578, onder uitvoering van Mansfeld tegen kolonel Joost de Soete. Deze wist de aanvallen van de Franse legers in Spaanse dienst af te slaan, waarna Mansfeld bijstand kreeg van ondersteunende legers van don Juan en Parma. De Soete was tegen de overmacht niet opgewassen en moest daarom capituleren onder voorwaarden, zoals het achterlaten van hun bagage. Tijdens het vergaren van bagage door de Franse soldaten van Mansfeld vond op het stadhuis een grote explosie plaats met vele doden en gewonden als gevolg.

## Voorgeschiedenis

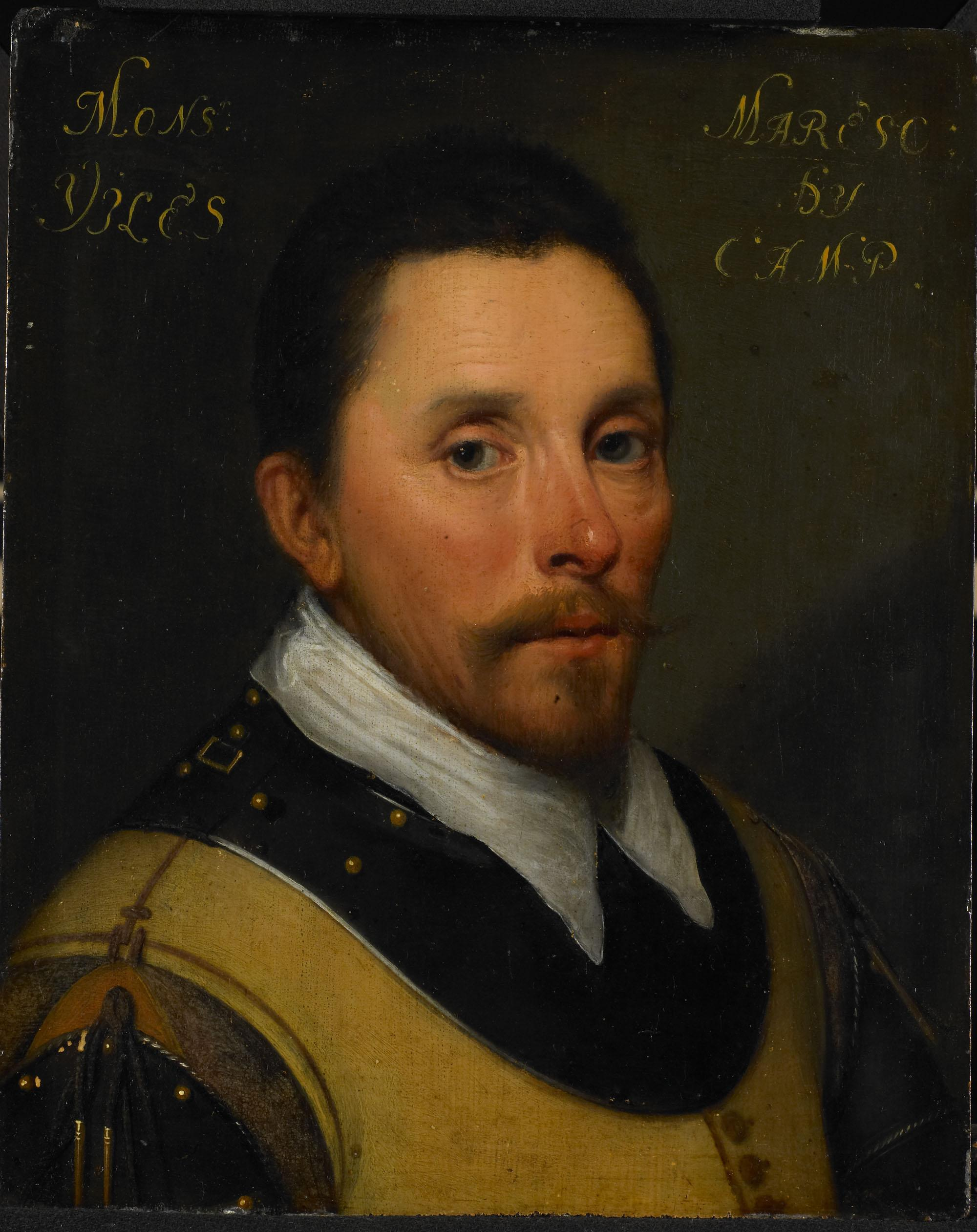
Joost de Soete

Tijdens de Spaanse Furie in 1576, werden steden als Maastricht, Aalst en Antwerpen door muitende soldaten van het Leger van Vlaanderen geplunderd, alleen al in Antwerpen had dat meer dan zevenduizend slachtoffers gekost, daarnaast waren tijdens de plundering ruim vijfhonderd woningen afgebrand. Naar aanleiding van deze gebeurtenissen werd op 8 november de Pacificatie van Gent gesloten en kwam Don Juan naar de Nederlanden. In 1577 werd het Eeuwig Edict gesloten, bekrachtigd door koning Filips II van Spanje. Willem van Oranje erkende op zijn beurt don Juan niet als nieuwe landvoogd, mits hij het leger van Vlaanderen zou terugtrekken en de Pacificatie van Gent zou respecteren. Don Juan aanvaardde wel de voorwaarden van het Eeuwig Edict en werd onder toejuichingen van burgers in Brussel ontvangen. Na de Slag bij Gembloers wist Juan in weinig tijd de steden Zichem, Tienen, Leuven, Aarschot, Diest en Philippine wederom onder koninklijk gezag te brengen. De prins van Parma had in zeven dagen tijd drie steden ingenomen en zijn leger verenigd met dat van don Juan. Samen waren zij onderweg naar Nijvel. Daar lag een Staatse bezetting onder gezag van kolonel Joost de Soete, heer van Villers, met zes vendels voetvolk en twee vendels ruiters.

## Beleg
Don Juan had graaf Karel van Mansfeld vooruit gezonden, die de stad al beschoten en tweemaal bestormd had, maar deze aanvallen waren succesvol afgeslagen door de Soete en zijn vendels. De aankomst van een overmacht aan legers van don Juan en Parma gaf een wending. De versterkingen lieten acht kanonnen onvermoeibaar de stadsmuren bestoken. Nadat een bres was geschoten wilde don Juan de eerste bestorming laten uitvoeren. Vier bestormingen vonden plaats die alle door de staatsen werden afgeslagen. De prins van Oranje was op de hoogte van de onhoudbare positie van de belegerden en adviseerde middels een brief voor een eervolle overgave. De staatsen verontschuldigden zich wegens de geboden tegenstand. Dat ze de stad zo hardnekkig verdedigd hadden was niet tegen de koning, maar vanwege hun haat tegen de Fransen. Vanwege een oude vete hadden ze onder geen beding voor hen willen wijken.

### Muiterij
Doordat de staatsen niet opgewassen waren tegen de overmacht moesten zij (hierdoor gedwongen) voorwaarden tot overgave opstellen. Tijdens die onderhandelingen ontstond er een oproer onder de Duitse troepen. Enkele vendels hadden nog twee tot drie maanden soldij tegoed waardoor ze nu de heer Don Juan begonnen bedreigden en een muiterij waren begonnen. Of ze mochten de stad plunderen ter hunner genoegdoening, of ze zouden een grootschalig oproer gaan veroorzaken. Don Juan had zich voorgenomen de stad in genade te bezetten, behield zijn kalmte en deed toezeggingen. Terwijl hij de groepen muiters scheidde van de vendels die niet schuldig waren aan het oproer. Hij liet de getrouwe kolonel, graaf van Megen komen. Deze moest met enkele vendels de wegen rondom Brussel en Antwerpen blokkeren, mochten de staatsen vanuit die richtingen naar Nijvel komen om een eventueel ontzet te bieden. Nu had don Juan vrij spel met de muiters, die moesten achterblijven. Hij liet de muiters door de rest van zijn voltallige leger omsingelen en beval de muitende soldaten hun wapens neer te leggen en de aanstichters over te dragen aan hem. Dat waren er twaalf, maar deze werden volgens krijgsgebruik geloot, waardoor er acht overbleven. Deze moesten opnieuw loten zodat er vier overbleven, daarna volgde nog een loting, net zo lang totdat er nog eentje overbleef. Het was een oude soldaat die overbleef, hij liet als veteraan zijn littekens zien en zei dat hij slechts een dwaze luitenant trouw gevolgd had. De man werd desalniettemin ter dood gebracht, waarna de rust hersteld was en Don Juan de onderhandelingen kon hervatten.

### Explosie
Alle burgers werden ontzien na de inname van de stad, de zieke en/of gewonde soldaten mochten na hun herstel vertrekken, de rest van de soldaten mocht bij het verlaten van de stad slechts een rapier meenemen, al het andere zoals geweren, overige wapens, bagage en huisraad moesten ze achterlaten. Deze wilde don Juan ter compensatie voor hun verliezen aan de Franse vendels aanbieden. Deze "gift" werd echter duur betaald voor de Fransen. De staatsen hadden namelijk de gewenste goederen allemaal opgeslagen op het stadhuis. Toen de Franse soldaten hun goederen mochten ophalen vochten ze om de spullen, er vielen daarbij zelfs gewonden. Het ging er bijzonder wild aan toe, allemaal wilden ze de beste en meest kostbaarste goederen. Een van de soldaten liet in de ontstane chaos zijn brandende lont vallen op een kruitvat. De (nog geladen) musketten die er naast opgestapeld lagen, werden daardoor ontstoken waardoor een grote explosie plaatsvond in het stadhuis. In een grote klap werden rond de honderdtwintig Franse soldaten gedood of waren zwaargewond.

## Nasleep
Tegen de afspraken in werden de achtergelaten zieken en gewonden allemaal gedood door de nieuwe bezetting. Hierna trokken de legers van Don Juan en Parma verder naar Binche, om deze stad in te nemen. Enkele dagen daarvoor was op 1 oktober 1578 don Juan gestorven. Op voordracht van de hoogste militairen werd Parma gekozen als nieuwe opperbevelhebber van het Leger van Vlaanderen. De koning bekrachtigde zijn aanstelling en benoemde hem tot nieuwe landvoogd van de Nederlanden. Parma nam onder andere kasteel te Harpen, Weert en Helmond in. Nadien verenigde hij zijn legers met Walen en Malcontenten en trok toen naar Antwerpen. De Soete werd in 1580 bevelhebber van Bouchout. In 1582 is hij als kapitein gelegerd in Hengelo, in 1584 is de Soete veldmaarschalk, en enkele maanden lang stadhouder van Utrecht